# Parathelypteris angulariloba
Parathelypteris angulariloba är en kärrbräkenväxtart som först beskrevs av Ren-Chang Ching, och fick sitt nu gällande namn av Ren-Chang Ching. Parathelypteris angulariloba ingår i släktet Parathelypteris och familjen Thelypteridaceae. Inga underarter finns listade.